# احمت‌بابا، وزیرکاپرو
احمت‌بابا، وزیرکاپرو (به لاتین: Ahmetbaba, Vezirköprü) یک  Köy  در ترکیه است که در استان سامسون واقع شده است.